# Harald Steffahn
Harald Steffahn (* 1930 in Berlin; † April 2018 in Hamburg) war ein deutscher Historiker, Journalist und Schriftsteller.

## Leben und Wirken
Harald Steffahn führte von 1949 bis 1951 ein Volontariat beim Hamburger Abendblatt durch. Von 1951 bis 1959 studierte er Geschichte und Politologie in Hamburg und Berlin. Dem Studium folgte seine Promotion. Bevor er 1975 als selbstständiger Autor tätig wurde, war er beim Archiv des Spiegel, der Deutschen Presse-Agentur und der Zeit beschäftigt.
Zu Steffahns wichtigsten Werken gehören Monographien über Albert Schweitzer und Adolf Hitler, Die weiße Rose und Stauffenberg. Zwischen 1976 und 1998 erschienen mehr als 60 Publikationen aus seiner Feder im Geschichtsmagazin Damals, meist aus dem Bereich Geschichte Deutschlands.
Harald Steffahn wirkte auch als Übersetzer ins Norwegische, Tschechische, Chinesische, Japanische und Koreanische.
2017 erhielt er den Internationalen Albert-Schweitzer-Preis.